# ハリール・スルタン
ハリール・スルタン（ペルシア語: خلیل سلطان, 
1384年頃 - 1411年11月4日）は、ティムール朝の第2代君主（在位：1405年 - 1409年）。王朝の創始者であるティムールの孫で、ティムールの三男ミーラーン・シャーを父に持つ。母のソユン・ベグはジョチ・ウルスの王女でジャーニー・ベクの孫にあたる人物で、先夫ジャハーンギールが没した後にミーラーン・シャーと結婚し、ハリールを生んだ。

## 生涯
ハリールは1398年から1399年にかけてのティムールのインド遠征で軍功を挙げ、フェルガナの総督に任命された。
1404年から実施されたティムール最後の遠征となる東方遠征には右翼軍の指揮官として参加し、タシュケントに駐屯していた。1405年2月にティムールは行軍中にオトラルで没し、死の間際にハリールの従兄弟であるピール・ムハンマドを後継者に指名した。ティムールが没した当時、ピール・ムハンマドはカンダハールに駐屯していたために彼が首都サマルカンドに帰還するには多くの日時が必要であり、ハリールはその間隙をついてサマルカンドに入城した。オトラル近郊に駐屯していたティムールの甥スルターン・フサインはティムールが没した報告を受け取るとサマルカンドに進軍し、オトラルのティムールの側近たちは密使を送ってハリールにスルターン・フサインの阻止を要請した。ハリールは財産の分配と引き換えに何人かのアミール（貴族）、サマルカンド知事のアルグン・シャーから支持を取り付け、アルグン・シャーはスルターン・フサイン、ハリールの従兄弟であるウルグ・ベクら他の王族に対してサマルカンド入城を拒絶した。ティムールの遺言を遵守する宣誓書を記し、遠征の留守を預かっていたアミールの支持を得て、ハリールは1405年3月18日に首都サマルカンドに入城する。しかし、良心の咎め、あるいは新政権への不安から、サマルカンドのアミールの中にはハリールから距離を置くものも少なくなかった。宝石・貴金属が納められた長持ち、各国の貨幣が入った袋、中国の絹織物、ペルシアの絨毯などの、サマルカンドの内城と首都に蓄えられていた莫大な財産がハリールによって接収される。そして、テュルクとモンゴルの慣習に従ってティムールの盛大な葬儀を執り行い、自らがティムールの後継者であることを強調した。
サマルカンドに入城したハリールは、生前にティムールから後継者に指名されていたもう一人の従兄弟ムハンマド・スルターンの遺児ムハンマド・ジャハーンギールを傀儡のハンに擁立する。ハリールは祖父ティムールがチャガタイ・ハン国の傀儡のハンに対してとった手法を踏襲し、ムハンマド・ジャハーンギールの名前で勅令を発布する一方で貨幣やフトバに自身の名前を入れる。ハリールはマー・ワラー・アンナフルを支配下に置くが、ホラーサーン地方を統治するティムールの四男シャー・ルフはティムールの遺言を無視した行動に反発し、帝国はハリールらミーラーン・シャー一門を支持する派閥とティムールの遺言を遵守するシャー・ルフの派閥に分裂する。
当初ハリールはアゼルバイジャンに赴任していた父のミーラーン・シャーを王座に迎え入れようとし、彼の元に使者を送った。しかし、ミーラーン・シャーはシャー・ルフの軍勢に阻まれてハリールに合流することができず、ハリールは母ソユン・ベグの助言を容れ、自らがティムールの後継者になろうと考えるようになり始める。他方、ティムールの遺言を知ったピール・ムハンマドはマー・ワラー・アンナフルに進軍し、シャー・ルフと合流した。1406年2月にハリールはカルシ郊外の戦闘でピール・ムハンマドに勝利を収める。戦闘の結果ピール・ムハンマドの勢力はバルフに後退し、翌1407年2月にハリールは謀略を用いてピール・ムハンマドを殺害した。
ハリールはアシーン・サイフッディーンの妻シャーディー・ムルクを妃に迎え、彼女を寵愛した。国政にはシャーディー・ムルクの意向が強く反映されていたと言われており、シャーディー・ムルクは自分が気に入った身分の低い人間を重用し、ティムールの側近、未亡人、側室に敬意を払わなかった。ティムールの遺言に背いた行動をとるハリールらミーラーン・シャー一門から離反する人間が増え、また飢饉によって民衆の不満も高まっていた。
東北部ではジャライル部族のシャイフ・ヌールッディーンがモグーリスタン・ハン国の有力者ホダーイダードと同盟して反乱を起こしており、オトラル、タシュケント、ホジェンド、アンディジャン、スィグナクなどの地域が反乱軍の手に落ちる。オトラルとスィグナクなどの西部地域はシャイフ・ヌールッディーン、アンディジャンなどの東部地域はホダーイダードの支配下に置かれ、ハリールは数度にわたって遠征を実施するが不成功に終わる。ホダーイダードはシャー・ルフと連合してハリールを攻撃し、1409年3月にハリールはホダーイダードの捕虜とされる。ハリール捕縛の報告を受け取ったシャー・ルフはマー・ワラー・アンナフルに向かい、1409年5月13日に主が不在のサマルカンドに入城した。
シャー・ルフの即位後、ハリールはイランのレイの総督に任じられた。1411年にハリールは任地のレイで没し、彼の死後にシャーディー・ムルクは短剣を首に突き刺して後を追ったと伝えられている。

## 家族

### 妃
- ジャハーン・スルターン・ベキム
- シャード・マリク・アーガー
- シャーディー・ムルク
- トゥクマク - 女奴隷

ほか、氏名不詳の妃が一人いた。

### 子
- ブルグル
- ムハンマド・バハドゥール
- ムハンマド・バーキル
- アリー

### 娘
- キチュク・アーガー
- シリン・ベグ・アーガー
- スルターン・バディー・アル・ムルク - ウルグ・ベクの第一妃[21]。